# Скрибония
Вижте пояснителната страница за други личности с името Скрибония.
Скрибония Либона (на латински: Scribonia Libo) е втората жена на Октавиан Август, майка на неговата единствена дъщеря Юлия Старша.
Скрибония е дъщеря на Луций Скрибоний Либон, прозхождащ от сенаторското съсловие, и Сенция от рода Сулпиции. Сестра е на Луций Скрибоний Либон (консул 34 пр.н.е.).

## Биография
Скрибония има 3 брака.

### Първи брак
Първит ѝ мъж не е установен със сигурност. Светоний казва, че преди брака с Октавиан, е била женена за двама консули.  С голяма достоверност може да се предположи, че първият ѝ брак е с Гней Корнелий Лентул Марцелин, консул през 56 пр.н.е., който е бил 20 години по-възрастен от нея и за когото това е бил втори брак. Тя има от него син, Корнелий Марцелин (вероятно Публий Корнелий Лентул Марцелин), който остава с нея, след като мъжът ѝ умира през 47 пр.н.е.
Корнелий Марцелин умира млад, но вече след развода на Скрибония с Октавиан през 39 пр.н.е.

### Втори брак
Вторият съпруг на Скрибония е Публий Корнелий Сципион Салвито, съратник на Помпей Велики. На него тя ражда две деца Публий Корнелий Сципион младши (не по-рано от 46 пр.н.е.), консул през 16 пр.н.е. и Корнелия Сципиона (46 пр.н.е.), която се омъжва за цензора Павел Емилий Лепид.
През 40 пр.н.е. Корнелий Сципион е принуден да се разведе със Скрибония, тъй като нейният чичо, Секст Помпей, я придумал да му помогне да закрепи съюза си с Октавиан.

### Трети брак
Октавиан се развежда със своята първа съпруга Клодия и през 40 пр.н.е. се жени за Скрибония. По това време тя е около 6 – 7 години по-възрастна от своя нов съпруг (тя е на около 30 г., а той на 23 г.). За нея това е трети брак, за него втори.
През октомври 39 пр.н.е. Скрибония ражда на Октавиан дъщеря – Юлия Старша. Това е единственото родно дете за Октавиан. Веднага след раждането, в същия ден, Октавиан ѝ дава развод, тъй като е влюбен в Ливия Друзила и има намерение да се ожени за нея.
Бракът им не е щастлив.

### Живот след Октавиан
След като се развежда с Октавиан, Скрибония повече не се омъжва. Остава да живее в Рим, но за този период от живота ѝ почти нищо не е известно.
През 2 пр.н.е. Август изпраща своята дъщеря, Юлия Старша, която е обвинена в разврат и измяна, на остров Пандатерия (съвр. Вентотене, Италия). Скрибония измолва разрешение да придружи дъщеря си и получава позволение. Те живеят в изгнание на остров с дължина 1,75 км повече от 5 години, и освен това нито един мъж не може да стъпи на острова без личното разрешение на Август.
През 7 г. Август им разрешава на напуснат острова и да се заселят в Регия (съвр. Реджо ди Калабрия, Италия).
През 14 г., веднага след смъртта на Август, Тиберий силно намалява отпусната на Юлия пенсия и тя умира скоро след баща си. Скрибония преживява своята дъщеря с 2 години и умира през 16 г. Точната дата на нейната смърт не е известна.